# Emmanuel Gigliotti
Emmanuel Gigliotti (20 de mayo de 1987, Ciudad de Buenos Aires, Argentina) es un futbolista argentino que juega como centrodelantero y su equipo actual es Colón de la Primera Nacional.

## Trayectoria

### General Lamadrid
En su primer club, General Lamadrid, que militaba en la 4ª categoría del fútbol argentino, hizo una gran campaña jugando 36 partidos y anotando 14 goles en toda la temporada.

### Argentinos Juniors
En 2007 se incorporó a Argentinos Juniors de la Primera División, pero no hizo ninguna aparición para el club.

### All Boys
El 9 de septiembre de 2008 debuta con la camiseta de All Boys contra Instituto de Córdoba convirtiendo un gol.
El 29 de agosto marca un gol contra Chacarita entrando en los 63 minutos en la derrota 2-1.
El 8 de mayo de 2011 abre el marcador, en el estadio monumental para una de las victorias más importantes en la historia de All Boys.

### Atlético Tucumán
Debuta el 3 de septiembre de 2009, entrando a los 87 minutos contra Huracán en la victoria 1-0.
Su primer gol en la primera división fue el 7 de noviembre de 2009 contra Tigre en la goleada 4-2. El 15 de noviembre de 2009 le convierte a River en una derrota. Su último gol en el club tucumano fue contra Gimnasia de La Plata.

### Novara de Italia
Su primera experiencia en Europa fue en el club italiano Novara. No jugó ninguno de sus 7 partidos como titular y solo anotó un gol. Debido a la falta de continuidad el conjunto Italiano decidió cederlo a préstamo a All Boys en lo que sería la segunda etapa de Emmanuel en el "Albo".

### Segunda etapa en All Boys
Ya en su segunda etapa en el conjunto de floresta, debutó contra Racing Club el 13 de febrero de 2011 en una derrota 1-0.
El 16 de abril de 2010 marca un gol contra Huracán. Fue cedido por el Novara Italiano, quien poseía la totalidad de su pase a San Lorenzo de Almagro, por el plazo de una temporada.

### San Lorenzo de Almagro
Como futbolista del conjunto azulgrana marcó 7 goles en el semestre alternando entre titular y suplente. Se recuerdan goles importantes como en la remontada ante Newells, cuando el equipo dirigido en aquel momento por Ricardo Caruso Lombardi perdía 0 a 2 y terminó ganando por un marcador de 3 a 2. También marcó goles importantes ante el Racing en el empate 1-1 y ante Olimpo, luego de terminar la cesión por un año. Fue el Club Atlético Colón quien lo llevó a sus filas por una temporada, en calidad de cesión en un negociado con el Novara italiano. Esa misma temporada, San Lorenzo de Almagro jugó la promoción con instituto. Y el "puma" fue titular en el primer partido en Córdoba y siendo suplente en el partido de vuelta.

### Colón
El 12 de julio se oficializó el traspaso de Gigliotti al club Sabalero , el ex San Lorenzo de Almagro llega en reemplazo del retirado Esteban Fuertes para aportar goles.
Debuta en la victoria por 1-0 como local ante Lanús en la 1º Fecha del Torneo Apertura 2012. En la fecha siguiente marca su primer gol con esta camiseta dándole la victoria a su equipo de visitante en San Juan ante San Martín. El 30 de agosto marco su primer gol internacional por la Copa Sudamericana contra Racing Club en el partido de vuelta eliminado a la "Academia" y avanzando en la copa.
El 30 de septiembre marca su primer doblete contra Vélez Sarsfield en la goleada 4 a 2 los dos goles fueron de cabeza y le dio el triunfo. Devuelta en la Copa Sudamericana en el partido de vuelta contra Cerro Porteño de Paraguay marca en la derrota 2 a 1, ya que en el partido de ida había perdido por el mismo resultado quedó eliminado.
Después de la eliminación en la copa Gigliotti convirtió en 2 partidos de manera consecutiva contra Godoy Cruz de Mendoza y Quilmes por el torneo local. El 18 de noviembre convierte en el Clásico Santafesino entre Colón - Unión de Santa Fe, Gigliotti convirtió el segundo gol de la victoria 2 a 0 en el clásico. El 1 de diciembre convierte otro doblete esta vez se enfrentó a Argentinos Juniors en la ante última fecha del Torneo Inicial. En la última fecha del Torneo Inicial le convirtió su tercer doblete en el torneo fue contra Independiente en el empate 2 a 2.
Tras finalizar el torneo "El Puma" fue el segundo goleador del Torneo Inicial con 10 goles tan solo fue superado por Ignacio Scocco y Facundo Ferreyra con 13 goles cada uno.
En la primera fecha del Torneo Final convirtió contra. Después convertiría de manera consecutiva en 4 partidos (San Martín de san Juan, Belgrano, Estudiantes, River Plate).
En el Torneo Final 2013 convirtió 11 goles y se consagró como máximo artillero del certamen junto a Ignacio Scocco de Newell's Old Boys.
Tras finalizar la temporada 2012/13 anotó 23 goles en 40 partidos, lo que provocó el interés de varios clubes, tanto Argentinos como extranjeros. Finalmente el 19 de julio se convierte en nuevo jugador de Boca Juniors, tras una ardua negociación.

### Boca Juniors
Luego de sus excelentes actuaciones acompañadas siempre de goles en el Torneo Final 2013, donde fue el máximo artillero del mismo (honor que compartió con Ignacio Scocco) se empezó a especular con una posible llegada a Boca Juniors, negociación que se vio envuelta en un vaivén de complicaciones y trabas que impedían la llegada del futbolista al conjunto de la ribera. Luego de unas semanas, después de tantos idas y vueltas, el miércoles 17 de julio de 2013 se resuelve finalmente su llegada al club, firmando así su contrato, convirtiéndose en nuevo futbolista de la institución y haciendo ese mismo día, trabajos diferenciados ya como uno más del plantel.
El día viernes 19 de julio el futbolista fue presentado oficialmente ya como refuerzo de Boca en conferencia de prensa junto a dos de sus nuevos compañeros: Franco Cángele y Daniel Alberto Díaz, además de la presencia del presidente del club, Daniel Angelici. Cuando arribó al club xeneize en el primer entrenamiento fue apodado "Grandote" por Juan Román Riquelme.
El 15 de septiembre de 2013 en la fecha 6 del Torneo Inicial 2013 frente a Racing Club de Avellaneda, Gigliotti marcó su primer gol con la casaca azul y oro, partido en el que Boca Juniors ganó por un marcador de 2 a 0 a "La academia", el 29 de septiembre del mismo año, por un partido correspondiente a la fecha 9 del Torneo Final lograría un doblete frente a Quilmes en condición de local.
Su actuación consagratoria con la hinchada xeneize se dio en la fecha número 10 del Torneo Inicial 2013, donde logró convertir un gol en el Estadio Antonio Vespucio Liberti frente al clásico rival tradicional, el Club Atlético River Plate en lo que significó la victoria del club xeneize en un partido que tuvo la particularidad de no contar con público visitante. En la siguiente fecha, el club xeneize recibiría a Rosario Central, donde Gigliotti convertiría un gol una vez más
En la fecha siguiente, en lo que sería un empate entre el conjunto local y el equipo rosarino, Gigliotti volvió a marcar, esta vez a Godoy Cruz en condición de visitante, con este gol superó los cinco goles consecutivos de Martín Palermo y se ubicó tercero en la historia de jugadores Xeneizes marcando de forma consecutiva. En la siguiente fecha, frente a su ex club (Colón) volvió a marcar una vez más, en lo que sería el séptimo partido consecutivo marcando goles, en lo que significó la victoria del xeneize por un marcador de 2 a 0. Volvería a reencontrarse con el gol seis fechas después, en un encuentro de su equipo frente a Club de Gimnasia y Esgrima La Plata donde anotó el gol del empate a uno, resultado que se mantendría hasta el final del encuentro. De esta forma terminaría el torneo siendo uno de los goleadores, con ocho, dos tantos por detrás de quien se quedaría con esa distinción, Cesar Pereyra. Su debut con la red en el Torneo Final 2014 en la fecha 4 en condición de local frente a Estudiantes a los 42' para la victoria de su equipo por 1-0. En la fecha 8 marca a los 37' un gol frente a Argentinos pero que no sirvió de mucho ya que a tres minutos del final lo empatan 1-1. Marca en la derrota de visitante por 1-2 frente a Rosario Central. En la siguiente fecha marca un doblete en la victoria frente a Godoy Cruz por 3-0 en condición de local.
En la fecha 16 marca de penal en la victoria por 4-2 frente a Arsenal, en la siguiente fecha convierte nuevamente un gol, ahora frente a su exequipo All Boys en la victoria por 3-1 de visitante. Convierte su tercer gol consecutivo frente a Lanús en la victoria por 3-1 de local. Termina el campeonato como el goleador del equipo con 8 tantos.
Para el segundo semestre del 2014, el equipo de la Ribera disputará el Torneo Transición y la Copa Sudamericana. Su primer gol lo convierte de visitante frente a Belgrano para darle una agónica victoria a los xeneizes en el 90+2'. En la fecha 6 marca nuevamente el gol de la victoria frente a Olimpo a los 77'. Por los cuartos de final de la Copa Sudamericana marca el gol de la victoria frente a Cerro Porteño a los 82' por el partido de ida, en la vuelta también marca un gol en la victoria por 4-1. Marca frente a Tigre un doblete. Luego marca un gol frente a Independiente en la victoria por 3-1.
El 27 de noviembre de 2014, por la Semifinal de la Copa Sudamericana frente a River, en el partido de vuelta, Barovero le atajó un penal que pudo haber cambiado la serie y Boca finalmente quedó eliminado.
En el partido siguiente en La Bombonera frente a Gimnasia por el Torneo Transición,  Gigliotti fue coreado por el público. Realizó la pretemporada en Boca pero la llegada de Osvaldo lo harían tomar la decisión de emigrar a China. Antes de irse, estuvo en el banco en la primera fecha del Torneo 2015, frente a Olimpo.

### Chongqing Lifan
Luego de errar un penal decisivo frente a River Plate en la Copa Sudamericana 2014 quedando fuera de la misma, la llegada de Daniel Osvaldo y el buen momento de Calleri, el club lo cede hasta junio con una opción de compra de 4.5 millones de dólares al Chongqing Lifan chino. Convirtió su primer gol frente al Henan Jianye a los 96 minutos dándole el empate agónico por 3-3 y conseguir el primer punto para su equipo. El 12 de abril de 2015, marca su primer doblete en China en el empate de su equipo por 2-2 frente al Shanghai Shenhua, y así llegar a su gol 100 a nivel de clubes. En el mes de junio se conoce que es transferido definitivamente al club chino, por la suma de 3.000.000 de dólares.

### Club Atlético Independiente
El 17 de febrero de 2017 se hace oficial su paso al Club Atlético Independiente de Avellaneda dirigido por Ariel Holan, retornando así el futbolista a la Primera División del fútbol argentino. "El Rojo" adquiere el 100% de su ficha en 1.300.000 USD con una plusvalía que indica que ante una futura venta, al club chino le quedaría el 30% de un excedente del precio de su transferencia original (1,3M). El Puma firmó hasta junio de 2020 y retornaba al fútbol argentino luego de 2 años en el fútbol chino. 
Con el elenco rojo obtuvo la Copa Sudamericana 2017, siendo pieza clave en el equipo y aportando con cuatro goles. Al año siguiente obtendría otro título internacional con el mismo club consagrándose campeón de la Copa Suruga Bank 2018, sumando su segundo título en su carrera.
Extrañamente, el técnico Ariel Holan no tuvo buena relación con el delantero, que llegó a ser uno de los goleadores de la Superliga 2018 pero se quejaba de no tener la suficiente continuidad, y así el Puma le dijo adiós a Independiente en su mejor momento, con 12 goles en las primeras 15 fechas del torneo argentino.

### Deportivo Toluca
El delantero argentino de 31 años llega al Deportivo Toluca FC de México procedente de Independiente de Avellaneda, con un contrato por tres años, la cifra del fichaje ronda los 4 millones de dólares.

### Club León
El 'Puma' llega a los Panzas Verdes luego de año y medio con el Deportivo Toluca, obtiene el título de Primera División con el León en diciembre de 2020.

### Club Nacional de Football
Debuta ante San Lorenzo de Almagro en un partido amistoso de verano el 29 de enero del 2022 ingresando a los 68 mínutos, convirtiendo su primer gol con la camiseta Tricolor a los 83 minutos. Con un gran carisma y apoyo se gana el cariño de los hinchas rápidamente, ya que entre otras cosas cedió sin problemas la 9 y sus minutos sin ninguna queja por la llegada de Luis Suárez, de todas formas salió goleador de Nacional en su primera temporada.
El 12 de diciembre de 2023, se anunció su salida del club uruguayo, donde consiguió 3 títulos y anotó 19 goles en 67 partidos oficiales.

## Selección nacional
En el año 2011, fue citado por Alejandro Sabella a la Selección Argentina por primera vez, para disputar un partido amistoso ante Brasil el 14 de septiembre. Debutó con la camiseta de la Selección, cuando ingresó en reemplazo de Mauro Boselli, a los 36 minutos del primer tiempo. Utilizó el dorsal número 22.

## Estadísticas

### Clubes
Actualizado hasta su último partido disputado el 20 de abril de 2025.
| Club                          | Div.          | Temporada     | Liga  | Liga  | Liga   | Copas nacionales | Copas nacionales | Copas nacionales | Copas internacionales | Copas internacionales | Copas internacionales | Total | Total | Total  |
| Club                          | Div.          | Temporada     | Part. | Goles | Asist. | Part.            | Goles            | Asist.           | Part.                 | Goles                 | Asist.                | Part. | Goles | Asist. |
| ----------------------------- | ------------- | ------------- | ----- | ----- | ------ | ---------------- | ---------------- | ---------------- | --------------------- | --------------------- | --------------------- | ----- | ----- | ------ |
| General Lamadrid Argentina    | 4.ª           | 2006-07       | 36    | 14    | 0      | —                | —                | —                | —                     | —                     | —                     | 36    | 14    | 0      |
| General Lamadrid Argentina    | Total club    | Total club    | 36    | 14    | 0      | 0                | 0                | 0                | 0                     | 0                     | 0                     | 36    | 14    | 0      |
| C. A. All Boys Argentina      | 2.ª           | 2008-09       | 36    | 16    | 0      | —                | —                | —                | —                     | —                     | —                     | 36    | 16    | 0      |
| C. A. All Boys Argentina      | 1.ª           | 2010-11       | 15    | 5     | 1      | —                | —                | —                | —                     | —                     | —                     | 15    | 5     | 1      |
| C. A. All Boys Argentina      | Total club    | Total club    | 51    | 21    | 1      | 0                | 0                | 0                | 0                     | 0                     | 0                     | 51    | 21    | 1      |
| Atlético Tucumán Argentina    | 1.ª           | 2009-10       | 28    | 5     | 2      | —                | —                | —                | —                     | —                     | —                     | 28    | 5     | 2      |
| Atlético Tucumán Argentina    | Total club    | Total club    | 28    | 5     | 2      | 0                | 0                | 0                | 0                     | 0                     | 0                     | 28    | 5     | 2      |
| Novara Calcio · Italia        | 2.ª           | 2010-11       | 7     | 1     | 0      | 3                | 1                | 1                | —                     | —                     | —                     | 10    | 2     | 1      |
| Novara Calcio · Italia        | Total club    | Total club    | 7     | 1     | 0      | 3                | 1                | 1                | 0                     | 0                     | 0                     | 10    | 2     | 1      |
| C. A. San Lorenzo Argentina   | 1.ª           | 2011-12       | 35    | 10    | 2      | 1                | 0                | 1                | —                     | —                     | —                     | 36    | 10    | 3      |
| C. A. San Lorenzo Argentina   | Total club    | Total club    | 35    | 10    | 2      | 1                | 0                | 1                | 0                     | 0                     | 0                     | 36    | 10    | 3      |
| C. A. Colón Argentina         | 1.ª           | 2012-13       | 36    | 21    | 0      | 1                | 0                | 0                | 4                     | 2                     | 3                     | 41    | 23    | 3      |
| C. A. Boca Juniors Argentina  | 1.ª           | 2013-14       | 37    | 16    | 2      | —                | —                | —                | —                     | —                     | —                     | 37    | 16    | 2      |
| C. A. Boca Juniors Argentina  | 1.ª           | 2014          | 16    | 5     | 1      | 1                | 0                | 0                | 7                     | 2                     | 0                     | 24    | 7     | 1      |
| C. A. Boca Juniors Argentina  | 1.ª           | 2015          | —     | —     | —      | —                | —                | —                | 1                     | 0                     | 0                     | 1     | 0     | 0      |
| C. A. Boca Juniors Argentina  | Total club    | Total club    | 53    | 21    | 3      | 1                | 0                | 0                | 8                     | 2                     | 0                     | 62    | 23    | 3      |
| Chongqing Lifan China         | 1.ª           | 2015          | 30    | 15    | 2      | —                | —                | —                | —                     | —                     | —                     | 30    | 15    | 2      |
| Chongqing Lifan China         | 1.ª           | 2016          | 26    | 9     | 5      | —                | —                | —                | —                     | —                     | —                     | 26    | 9     | 5      |
| Chongqing Lifan China         | Total club    | Total club    | 56    | 24    | 7      | 0                | 0                | 0                | 0                     | 0                     | 0                     | 56    | 24    | 7      |
| C. A. Independiente Argentina | 1.ª           | 2016-17       | 12    | 4     | 2      | —                | —                | —                | 2                     | 0                     | 1                     | 14    | 4     | 3      |
| C. A. Independiente Argentina | 1.ª           | 2017-18       | 22    | 5     | 1      | 1                | 0                | 0                | 12                    | 6                     | 0                     | 35    | 11    | 1      |
| C. A. Independiente Argentina | 1.ª           | 2018-19       | 15    | 12    | 2      | 2                | 0                | 0                | 5                     | 0                     | 0                     | 22    | 12    | 2      |
| C. A. Independiente Argentina | Total club    | Total club    | 49    | 21    | 5      | 3                | 0                | 0                | 19                    | 6                     | 1                     | 71    | 27    | 6      |
| Deportivo Toluca · México     | 1.ª           | C-2019        | 14    | 3     | 2      | —                | —                | —                | 2                     | 0                     | 0                     | 16    | 3     | 2      |
| Deportivo Toluca · México     | 1.ª           | 2019-20       | 20    | 6     | 1      | 5                | 1                | 1                | —                     | —                     | —                     | 25    | 7     | 2      |
| Deportivo Toluca · México     | Total club    | Total club    | 34    | 9     | 3      | 5                | 1                | 1                | 2                     | 0                     | 0                     | 41    | 10    | 4      |
| Club León · México            | 1.ª           | 2020-21       | 33    | 9     | 1      | 1                | 0                | 0                | 4                     | 1                     | 0                     | 38    | 10    | 1      |
| Club León · México            | 1.ª           | 2021          | 18    | 1     | 0      | —                | —                | —                | —                     | —                     | —                     | 18    | 1     | 0      |
| Club León · México            | Total club    | Total club    | 51    | 10    | 1      | 1                | 0                | 0                | 4                     | 1                     | 0                     | 56    | 11    | 1      |
| C. Nacional de F. · Uruguay   | 1.ª           | 2022          | 31    | 11    | 6      | 2                | 0                | 0                | 3                     | 3                     | 0                     | 43    | 14    | 6      |
| C. Nacional de F. · Uruguay   | 1.ª           | 2023          | 19    | 4     | 0      | 2                | 0                | 0                | 3                     | 1                     | 0                     | 24    | 5     | 0      |
| C. Nacional de F. · Uruguay   | Total club    | Total club    | 50    | 15    | 6      | 4                | 0                | 0                | 6                     | 1                     | 0                     | 67    | 19    | 6      |
| Unión La Calera · Chile       | 1.ª           | 2024          | 17    | 3     | 0      | —                | —                | —                | 7                     | 1                     | 0                     | 24    | 4     | 0      |
| Unión La Calera · Chile       | Total club    | Total club    | 17    | 3     | 0      | 0                | 0                | 0                | 7                     | 1                     | 0                     | 24    | 4     | 0      |
| C. A. Colón Argentina         | 2.ª           | 2025          | 11    | 5     | 0      | 1                | 0                | 0                | —                     | —                     | —                     | 12    | 5     | 0      |
| C. A. Colón Argentina         | Total club    | Total club    | 47    | 26    | 0      | 2                | 0                | 0                | 4                     | 2                     | 3                     | 53    | 28    | 3      |
| Total carrera                 | Total carrera | Total carrera | 505   | 177   | 30     | 20               | 2                | 3                | 52                    | 13                    | 4                     | 577   | 192   | 37     |
| 1. 2.                         |               |               |       |       |        |                  |                  |                  |                       |                       |                       |       |       |        |

## Palmarés

### Campeonatos nacionales
| Título              | Equipo            | País    | Año    |
| ------------------- | ----------------- | ------- | ------ |
| Primera División    | Club León         | México  | A-2020 |
| Torneo Intermedio   | C. Nacional de F. | Uruguay | 2022   |
| Primera División    | C. Nacional de F. | Uruguay | C-2022 |
| Campeonato Uruguayo | C. Nacional de F. | Uruguay | 2022   |

### Campeonatos internacionales
| Título                     | Equipo              | Sede            | Año  |
| -------------------------- | ------------------- | --------------- | ---- |
| Copa Sudamericana          | C. A. Independiente | América del Sur | 2017 |
| Copa J.League-Sudamericana | C. A. Independiente | Osaka           | 2018 |

### Distinciones individuales
| Distinción                                        | Año    |
| ------------------------------------------------- | ------ |
| Máximo goleador de la Primera División (11 goles) | F-2013 |